# 14 Малого Пса
14 Малого Пса (14 CMi / 14 Canis Minoris, также HD 65345) — одинокая оранжевая звезда-гигант, расположенная в созвездии Малого Пса. Звезда удалена от Земли приблизительно на 260 световых лет.

## Наблюдение
Звезда расположена рядом с небесным экватором, что позволяет видеть её почти с любой точки Земли, за исключением Антарктиды. С другой стороны, она является незаходящей только далеко за северным полярным кругом.
Звезда имеет видимую звёздную величину, равную +5,3, поэтому её лучше наблюдать в ясную безлунную ночь, вдали от источников искусственного освещения и светового загрязнения. Невооружённым глазом звезда видна только зорким людям при отличных условиях наблюдения, или в бинокль.
Период наилучшей видимости — с декабря по май.

## Физические характеристики
14 Малого Пса является оранжевым гигантом спектрального класса К0III с абсолютной звёздной величиной, равной +0,75. Это означает, что в ней уже произошла гелиевая вспышка и энергия вырабатывается путём термоядерного синтеза из гелия в ядре.
Звезда имеет массу около 2,5 солнечных масс, радиус около 8,7 радиусов Солнца и излучает в около 48 раз больше энергии, чем у Солнца, при эффективной температуре около 5100 К
Расстояние до звезды оценивается примерно в 260 световых лет (около 80 парсек) от Солнца, по данным миссии Gaia. Она удаляется от Солнца со скоростью около 43 км/с. Звезда имеет относительно большое собственное движение и движется по небесному своду с угловой скоростью 0,188 угловых секунд в год.